# Gia tộc Hắc Nguyệt
Gia tộc Hắc Nguyệt, The Black Moon Clan (ブ ラ ッ ク ム ー ン 一族 Burakku Mun Ichizoku?) là một nhóm các nhân vật hư cấu mang tính đối lập trong series manga Thủy thủ Mặt trăng (Sailor Moon) của Naoko Takeuchi. Nó bao gồm các chất đối kháng của vòng cung thứ hai, được gọi là "Black Moon" trong manga và chiếm đa số trong anime Sailor Moon R. Trong việc thích ứng khi chuyển qua tiếng Anh, tên của họ được đổi thành "Negamoon Family".

## Gia tộc Hắc Nguyệt
Death Phantom[wiseman]: Thực chất đã hòa làm một với hành tinh Nemesis chết chóc.Ông ta từng là một tay trùm tội ác thế kỷ 30,sau khi bị bắt và đày lên hành tinh chết chóc Nemesis,ông ta đã hòa làm một với hành tinh này
Hoàng tử Dimande:Là chủ nhân hành tinh Nemesis,anh ta nghĩ rằng có thể dùng sức mạnh của Pha lê ảo ảnh để tái sinh hành tinh này. Anh ta được Wiseman tặng cho mắt thần và anh ta rất yêu Usagi. Anh ta có ý định cướp cả Usagi và Pha lê ảo ảnh để cứu hành tinh Nemesis.
Rubeus:Là thành viên Mặt trăng đen đầu tiên xuất hiện từ thế kỷ 20.Anh ta bị cháy trên con tàu vì Esmeraude không cứu.
Esmeraude:Một thành viên khác của nhóm Mặt trăng đen,là một người đàn bà nham hiểm và xấu tính.Cô ả định tấn công và bắt giữ Chibi-usa trong nhiệm vụ 005Hốt bụivới chiêu thứccánh tay phù thủynhưng không thành.Cô ta đem lòng yêu trộm Hoàng tử Dimande.
Saphia:Là em trai của Hoàng tử Dimande,nhà giả kim của Mặt trăng đen.Anh luôn cẩn trọng với Wiseman và từ chối nhận sức mạnh từ hắn.
Black Lady:Chính là Chibi-usa khi bị''Pha lê đen''chi phối.
Ayakasi Sister[tứ nữ quái]:
-Koan[tím]em út,bản sao đối nghịch của Rei,nhiệm vụ''Tìm và giật''bắt giữ Thủy thủ sao Hỏa.
-Bertie[xanh nhạt]:Em thứ ba của Tứ nữ,bản sao đối nghịch của Ami với khả năng dùng con lắc và chơi cờ tướng,nhiệm vụ 002''Tỉa nhánh''bắt giữ Thủy thủ sao Thủy.
-Pets[đen]chị cả của Tứ nữ,bản sao đối nghịch của Mako,nhiệm vụ 003''Ném đá giấu tay'' bắt giữ Thủy thủ sao Mộc.
-Calaveras[nâu]:Là chị thứ 2 sao Petz,có khả năng lên đồng,là bản sao đối nghịch của Minako,nhiệm vụ 004''Chiêu hồi''bắt giữu Thủy thủ sao Kim.